# 伊佐拉市鎮
伊佐拉市鎮（斯洛維尼亞語： 斯洛維尼亞語發音：[ˈiːzɔla] ⓘ），是斯洛維尼亞西南部沿海地區的一個市鎮，行政中心為伊佐拉。伊佐拉市鎮成立於1994年。
伊佐拉市鎮正式使用雙語，斯洛維尼亞語和意大利語為官方語言；然而，斯洛維尼亞語事實上在各個方面都占主導地位，是政府和企業的唯一官方語言。

## 聚居地
除了行政中心伊佐拉之外，該市鎮還包括以下聚居地：
- Baredi
- Cetore（意大利語：Settore）
- Dobrava
- Jagodje（意大利語：Valleggia）
- Korte（意大利語：Corte）
- Malija（意大利語：Malio）
- Nožed（意大利語：Nosedo）
- Šared（意大利語：Saredo）

## 人口
該市鎮有15,900名居民。男性（8,000）略多於女性（7,900）。按母語計算，絕大多數人口的母語是斯洛維尼亞語（10,059），其次是克羅埃西亞語（1,199）、義大利語（620）和其他較小的少數民族。
按母語劃分的人口，2002年人口普查
- 斯洛維尼亞語 10,059 (69.14%)
- 克羅埃西亞語 1,199 (8.24%)
- 義大利語 620 (4.26%)
- 塞爾維亞-克羅地亞語 562 (3.86%)
- 波斯尼亞語 537 (3.69%)
- 塞爾維亞語 385 (2.65%)
- 馬其頓語 124 (0.85%)
- 阿爾巴尼亞語 93 (0.64%)
- 匈牙利語 19 (0.13%)
- 德語 10 (0.07%)
- 其他或未知 941 (6.47%)
- 總計 14,549

## 外部連結
- 官方网站  （斯洛文尼亚文）
- Municipality of Izola on Geopedia （页面存档备份，存于）